# Странники (повесть)
«Странники» (ранний вариант названия «Путь вольных птиц») — повесть Вячеслава Шишкова (1930), посвящённая актуальной в СССР 1920-х гг. проблеме беспризорных детей, образующих уличные банды. Переплетает суровый реализм с фольклорными и библейскими образами, уличным сленгом того времени. 

## Содержание
Повесть делится на две части. Первая часть — суровый мир беспризорников с их уличными законами, суровыми и беспощадными. Здесь автор наглядно показывает и детский алкоголизм, и наркоманию. За каждым персонажем стоит чья-то сломанная и несчастная детская судьба: это Филька, родители которого умерли от тифа, главарь уличной банды Амелька, отца которого повесили белогвардейцы, это самый, пожалуй, трогательный образ восьмилетнего Инженера Вошкина, изобретающего шапку-невидимку.
Главная цель и мечта героев книги — уехать в солнечный Крым, где теплое море и растет виноград. Рискуя жизнями, под вагонами мчащихся поездов, они пытаются уехать в Крым, но у них ничего не выходит. Идеологические враги «странников» — «красивые», то есть беспризорники, воспитывающиеся в детских домах, одетые, умытые, обучающиеся школьным наукам. К ним-то в итоге и примыкает Инженер Вошкин во второй части повести. Амелька попадает в тюрьму, где тоже встает на праведный путь. 
Вторая часть повести более идеологична. В ней действие переносится в мир советской тюрьмы, где занимаются перевоспитанием бывших воров и убийц. В итоге ребята, ставшие теперь уже добропорядочными советскими гражданами, попадают наконец в Землю Обетованную — в Крым. Но уже не под вагонами, а вполне легально, первым классом.

## Работа над повестью
Повесть написана в 1928-30 гг. на основе более раннего рассказа «Преисподняя». Толчком для её создания стало письмо, полученное Шишковым из Симферополя от бывшего беспризорника. Первая часть, «Филька и Амелька», опубликована как самостоятельная повесть в журнале «Красная новь» (1930, № 4-6).
Вторая часть проникнута внедрявшейся государством в начале 1930-х гг. эстетикой нормативизма. Обе части вышли отдельной книгой тиражом в семь тысяч экземпляров в 1932 г., причём весь тираж быстро разошёлся. 